# قشر کلیه
قشر کلیه یا قشر گُرده (به انگلیسی: Renal cortex) قسمت بیرونی کلیه است که میان درون‌بخش کلیه و پوشینه کلیوی قرار دارد. در بزرگسالان، قشر کلیه به شکل یک منطقه هموار خارجی با تعدادی از بر آمدگی (ستون‌های کلیوی یا برتین)، (به انگلیسی: Renal column) است که به سمت داخل کلیه و میان اهرام قشر کلیه (به انگلیسی: Renal pyramids) گسترش می‌یابند. قشر کلیه شامل گویچه کلیوی (به انگلیسی: renal corpuscles) که یکی از اجزای اولیه تصفیه کنندهٔ خون در نفرون است و لوله‌های کلیوی (به غیر از اجزای لوله هنله در نواحی درون‌بخش کلیه وجود دارند) است. همچنین قشر کلیه شامل رگ‌ها و قشر مجرای جمع‌آوری (به انگلیسی: cortical collecting ducts) است و محلی است که فراتصفیه رخ می‌دهد و اریتروپوئیتین تولید می‌شود.

## نگاره‌ها

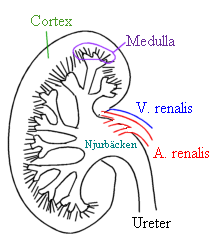
کلیه
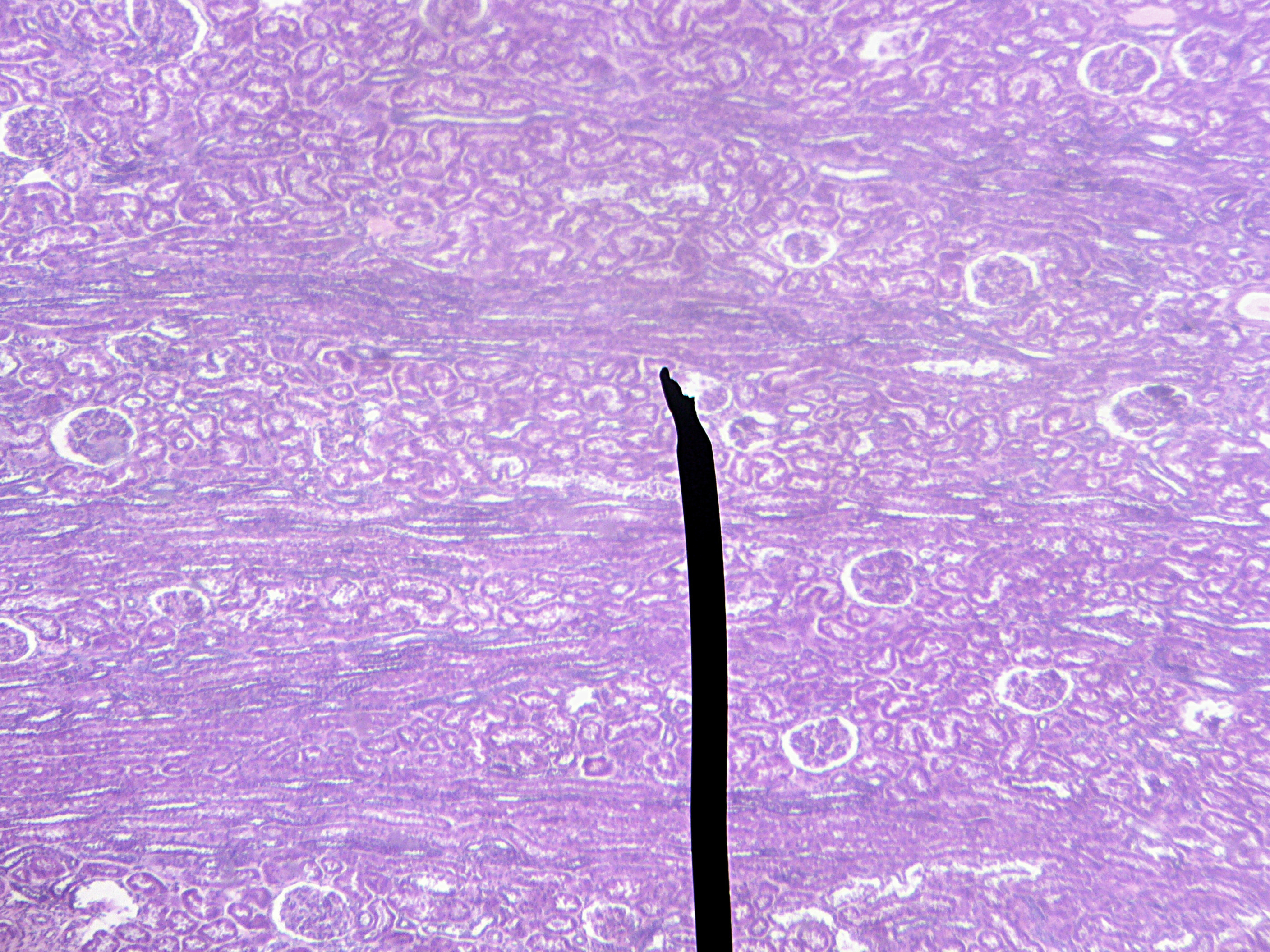
نگارهٔ میکروسکوپی از برون‌بخش کلیه
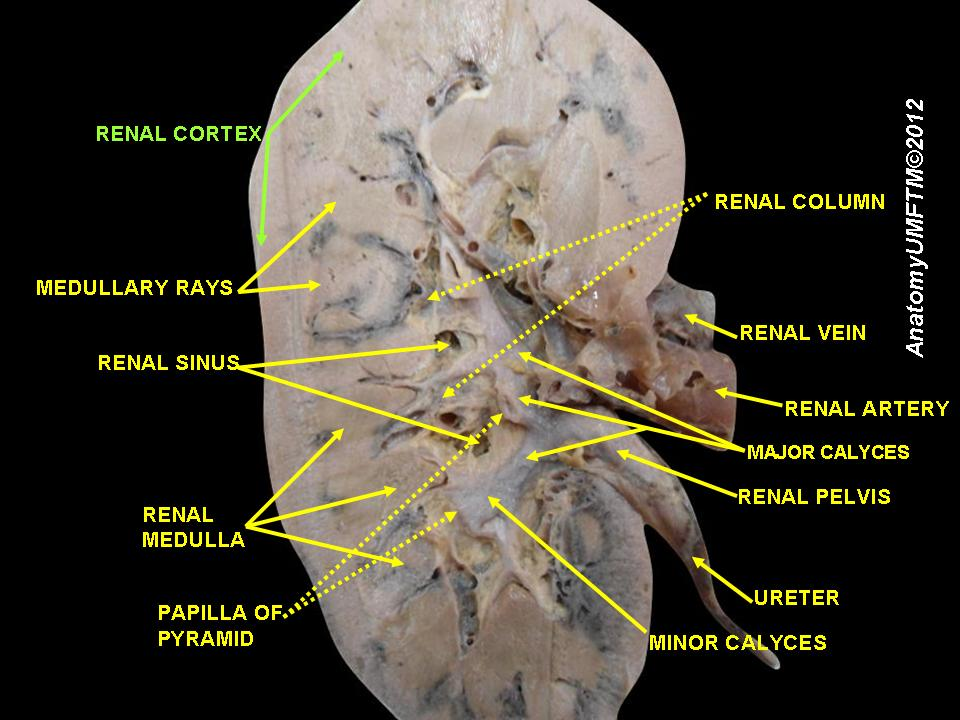
برون‌بخش کلیه
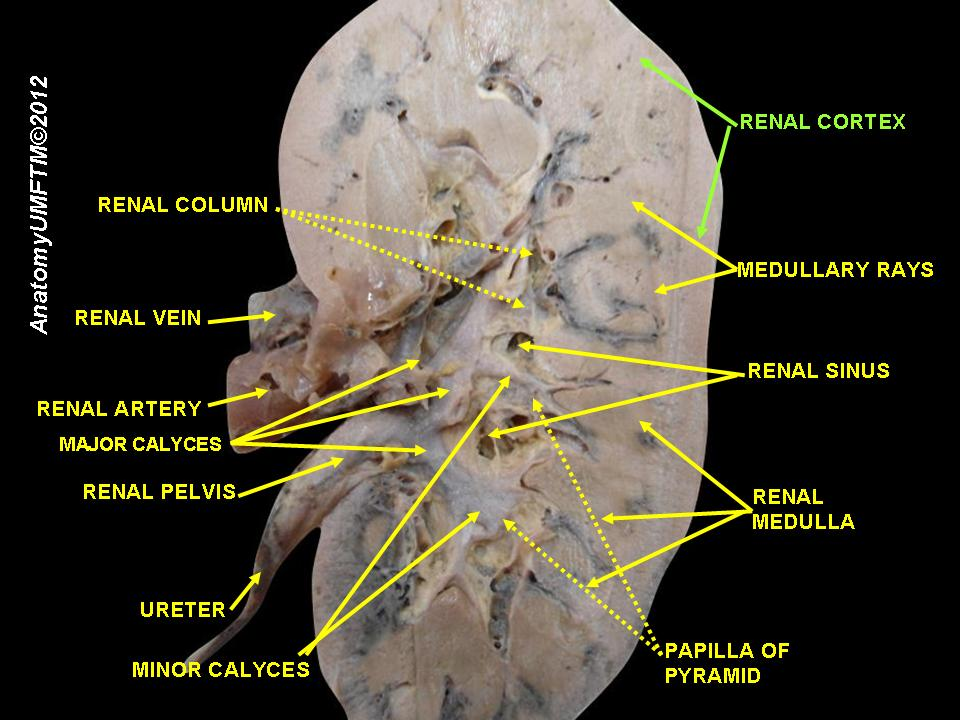
برون‌بخش کلیه